# Eduard Oscar Schmidt
Eduard Oscar Schmidt (21 de febrero de 1823-17 de enero de 1886) fue un algólogo, botánico, zoólogo, y explorador alemán.

## Biografía
Inicialmente estudia matemática y ciencias en la Universidad de Halle, y continúa en Berlín, donde estuvo bajo la influencia de Christian Gottfried Ehrenberg y de Johannes Peter Müller. En 1847, recibió su habilitación docente por la Universidad de Jena, convirtiéndose en profesor asociado al año siguiente. En 1855 se le nombró profesor de zoología en la Universidad de Cracovia. Más tarde impartió clases en la Universidad de Graz (desde 1857) y en la de Estrasburgo (desde 1872).
Fue pionero en enseñar el pensamiento evolucionista darwiniano. Y es recordado por sus estudios de Porifera (esponjas), particularmente especies del mar Adriático, y en el campo de la ficología.
Ya en 1862, mostró que "recortar" esponjas, hace que se adhieren y crezcan. Esa idea fue seguida en experimentos del científico croata Grgur Bučić en la isla de Hvar, de 1863 a 1872, y esos experimentos llegaron a su fin por la hostilidad de pescadores nativos.

## Algunas publicaciones
Schmidt se construyó una reputación sobre la base de un manual de anatomía comparada, con su 9.ª edición, de Arnold Lang, se publicó con el título Lehrbuch der vergleichenden Anatomie der wirbellosen Tiere (Libro de texto de anatomía comparada de los invertebrados) (1888-1894). Realizó significativas contribuciones a Brehms Tierleben, y fue autor de varios tratados sobre esponjas. Los siguientes son algunos de sus principales escritos:
- Bilder aus dem Norden - Imágenes del Norte, a partir de la segunda expedición de Schmidt a las islas Feroe y el cabo Norte, 1851.

- Die rhabdocoelen Strudelwürmer (Turbellaria rhabdocoela) des süssen Wassers. Mauke, Jena 1848.

- Hand-Atlas der vergleichenden Anatomie zum Gebrauch bei academischen Vorlesungen und für Studirende. Mauke, Jena 1852. 6.ª ed. 1872.

- Goethes Verhältnis zu den organischen Naturwissenschaften, 1853.

- Lehrbuch der Zoologie - Texto de zoología, 1854.

- Die Entwicklung der vergleichenden Anatomie - Desarrollos en anatomía comparativa, 1855.

- Die Spongien des adriatischen Meeres - Esponjas del mar Adriático, 1862.

- Das Alter der Menschheit und das Paradies, con Franz Unger, 1866.

- Die Spongien des Meerbusens von Mexiko - Las esponjas del Golfo de México, 1880.

- Descendenzlehre und Darwinismus - Teoría de la evolución y darwinismo, 1873, 3.ª ed. 1884.

- Leitfaden der Zoologie, 4.ª ed. 1882.

- Die Säugethiere in ihrem Verhältnis zur Vorwelt, 1884.

- Les mammifères dans leurs rapports avec leurs ancêtres géologiques, edición francesa aumentada por el autor, Félix Alcan, París, 1887.

### Artículos en Popular Science Monthly
"Science and Socialism", v. 14, marzo de 1879
"The Teeth of the Coming Man", v. 28, abril de 1886
- La abreviatura «E.O.Schmidt» se emplea para indicar a Eduard Oscar Schmidt como autoridad en la descripción y clasificación científica de los vegetales.[3]